# Tierra Azul, Oaxaca
Tierra Azul är en ort i Mexiko.   Den ligger i kommunen Santiago Nuyoó och delstaten Oaxaca, i den sydöstra delen av landet, 300 km sydost om huvudstaden Mexico City. Tierra Azul ligger 1 570 meter över havet och antalet invånare är 152.
Terrängen runt Tierra Azul är bergig åt nordväst, men åt sydost är den kuperad. Runt Tierra Azul är det ganska glesbefolkat, med 39 invånare per kvadratkilometer. Närmaste större samhälle är Putla Villa de Guerrero, 18,6 km väster om Tierra Azul. I omgivningarna runt Tierra Azul växer i huvudsak städsegrön lövskog.